# Лубина (Ново Место на Ваху)
Лубина (слч. Lubina) насељено је мјесто са административним статусом сеоске општине (слч. obec) у округу Ново Место на Ваху, у Тренчинском крају, Словачка Република.

## Становништво
| Година:    | 1994. | 2004.   | 2014.   | 2024.   |
| ---------- | ----- | ------- | ------- | ------- |
| Број људи: | 1561  | 1465    | 1385    | 1505    |
| Разлика:   |       | -6,14 % | -5,46 % | +8,66 % |

| Година:    | 2023. | 2024.   |
| ---------- | ----- | ------- |
| Број људи: | 1478  | 1505    |
| Разлика:   |       | +1,82 % |

Према подацима о броју становника из 2024. године насеље је имало 1505 становника.